# Aweek
Aweek is een bestuurslaag in het regentschap Aceh Besar van de provincie Atjeh, Indonesië. Aweek telt 99 inwoners (volkstelling 2010).